# Utacapnia labradora
Utacapnia labradora är en bäcksländeart som först beskrevs av William Edwin Ricker 1954.  Utacapnia labradora ingår i släktet Utacapnia och familjen småbäcksländor. Inga underarter finns listade i Catalogue of Life.